# Metacolus sinicus
Metacolus sinicus är en stekelart som beskrevs av Yang 1996. Metacolus sinicus ingår i släktet Metacolus och familjen puppglanssteklar. Inga underarter finns listade i Catalogue of Life.